# بنیاد علمی بین‌المللی علوم مغز و اعصاب ایران

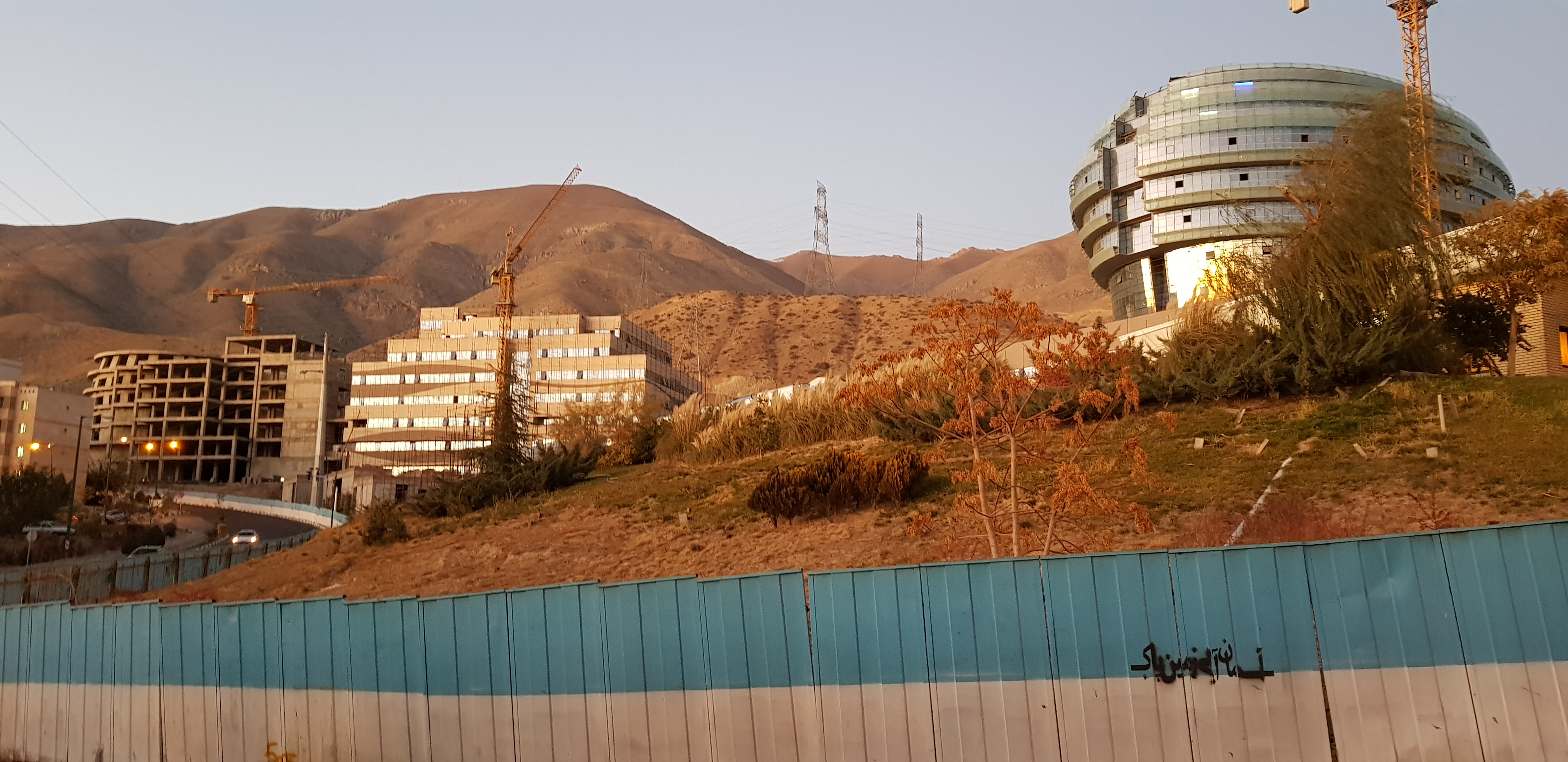
سمت راست: آی‌ان‌آی، و ساختمان اسکلتی در سمت چپ موزه مغز سمیعی است.

مؤسسهٔ بین‌المللی علوم اعصاب ایران یا آی‌ان‌آی ایران یک مرکز تحقیقاتی و بیمارستان بین‌المللی است که در تهران واقع شده است. این مؤسسه بزرگ‌ترین مرکز تحقیقات علوم اعصاب در جهان است و سومین نسخه از آی‌ان‌آی‌هایی است که توسط مجید سمیعی تأسیس شد. اولین آی‌ان‌آی در هانوفر آلمان قرار دارد. این مرکز تحقیقاتی ۸۰٬۰۰۰ متر مربع (۸۶۰٬۰۰۰ فوت مربع) در ۱۱ طبقه در حال ساخت است.